# José Antonio Rodríguez
José Antonio Rodríguez (L'Avana, 23 marzo 1912 – Santiago di Cuba, 1978) è stato un calciatore cubano, di ruolo centrocampista.

## Carriera

### Nazionale
Partecipò al Mondiale del 1938 con la Nazionale cubana.